# ロッサーの定理
ロッサーの定理（英: Rosser's theorem）とは、ジョン・バークリー・ロッサーが1938年に証明した、素数に関する定理である。
Pn を n 番目の素数とする（P1 = 2、P2 = 3、．．．）。このとき、次の不等式が成立する。
Pn > n log n